# Key-based routing
Key-based routing (KBR) es un método de búsqueda usado en las tablas de hash distribuido (DHT) así como en ciertas redes superpuestas. Mientras que las DHT aportan un método para encontrar al host responsable de cierta parte de información, las KBR aportan un método para encontrar el host más cercano que tenga dicha información, de acuerdo a un indicadores definidos. Esta acción no tiene porqué estar necesariamente definida en función de la distancia física, sino más bien por el número de saltos de red.

## Redes KBR
- Freenet
- GNUnet
- Kademlia